# Lucílio de Albuquerque

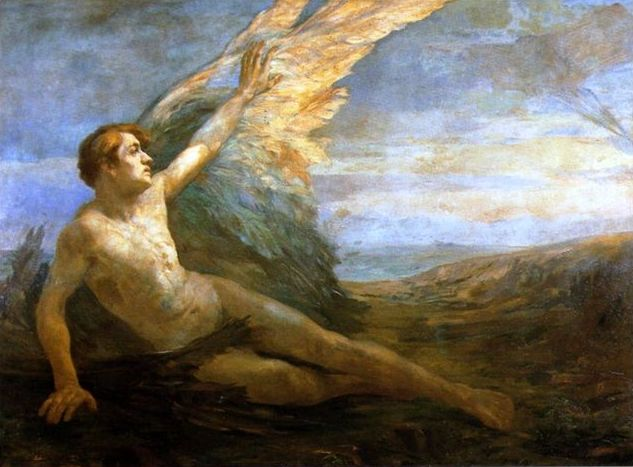
Despertar de Ícaro (1910), por Lucílio de Albuquerque. Acervo do Museu Nacional de Belas Artes, Rio de Janeiro.

Lucílio de Albuquerque (Barras, 9 de maio de 1877 — Rio de Janeiro, 19 de abril de 1939) foi um pintor, desenhista e professor brasileiro.

## Biografia
Nasceu em Barras, no estado do Piauí, no dia 9 de maio de 1877. Depois de uma breve passagem pela Faculdade de Direito de São Paulo, ingressou em meados dos anos 1890 na Escola Nacional de Belas Artes (ENBA), onde foi aluno de Daniel Bérard, Zeferino da Costa, Rodolfo Amoedo e Henrique Bernardelli.

### Na Europa
Em 1906, recebeu o Prêmio de Viagem da ENBA, com a tela Anchieta escrevendo o poema à Virgem, pertencente hoje ao Museu Dom João VI, da Escola de Belas Artes da Universidade Federal do Rio de Janeiro. Logo depois, casou-se com sua colega de Academia, Georgina de Albuquerque; ainda em 1906, ambos partiram para a França, onde permaneceram por cinco anos. Em Paris, Lucilio freqüentou a Academia Julian - onde estudou com Marcel Baschet, Henry Royer e Jean-Paul Laurens -, e também o ateliê de Eugène Grasset, mestre do art nouveau, como fizera alguns anos antes Eliseu Visconti; nessa estadia na cidade-luz, ainda expôs com sucesso no Salon des Artistes Français.

### De volta ao Brasil
De volta ao Rio de Janeiro, em 1911, Lucilio fez juntamente com a esposa Georgina uma grande exposição na ENBA. No mesmo ano tornou-se professor de Desenho Figurado da instituição, assumindo definitivamente a cátedra em 1916. Nas Exposições Gerais recebeu sucessivamente: menção de 2º grau (1902, com Stella), menção de 1º Grau (1904, com um retrato), grande medalha de prata (1907, com Agnus Dei), pequena medalha de ouro (1912, com Despertar de Ícaro) e medalha de honra (1920, com Retrato de Georgina).

### Obra e exposições
Pintor prolífico, destacou-se como retratista e paisagista, tendo sido entre os pintores de sua geração um dos mais dedicados cultores do gênero da pintura histórica. Projetou os vitrais para o Pavilhão Brasileiro na Exposição Internacional de Turim em 1911 e realizou diversas pinturas de caráter decorativo, como aquelas para as salas da Maioria e da Minoria, no atual Palácio Pedro Ernesto, no Rio de Janeiro. Lúcilio expôs em diversos estados brasileiros (São Paulo, Rio Grande do Sul, Bahia, Pernambuco) e no exterior (Argentina, Estados Unidos da América).
Após sua morte, sua esposa organizou na residência do casal, em Laranjeiras, o Museu Lucilio de Albuquerque, cujo grande acervo se encontra dividido entre o Museu do Ingá e o Arquivo Geral da Cidade do Rio de Janeiro.
Na Casa da Cultura de Teresina tem a Pinacoteca Lucílio de Albuquerque.

## Galeria

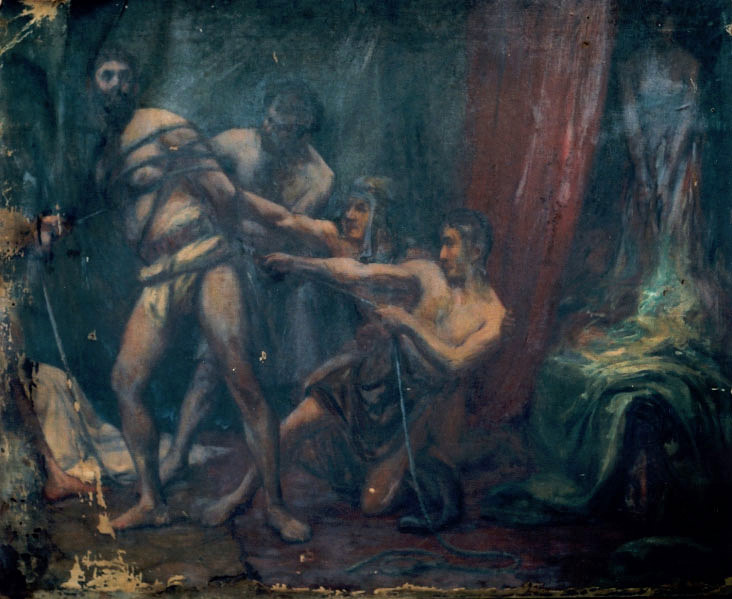
Lucílio de Albuquerque - Sansão e Dalila, 1903
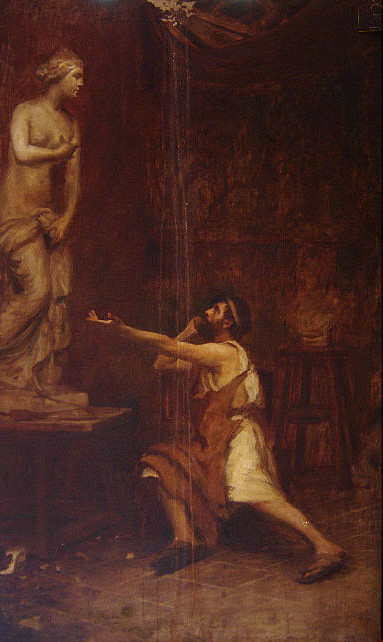
Lucílio de Albuquerque - Pigmaleão e Galatéia, 1905
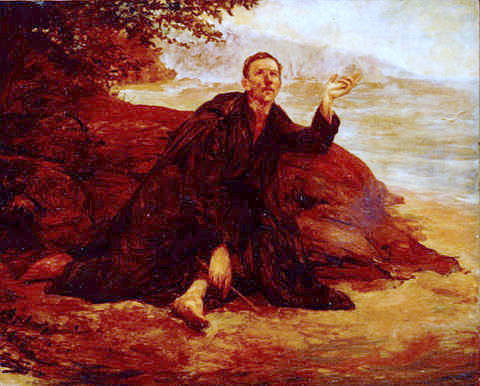
Lucílio de Albuquerque - Anchieta escrevendo o poema à Virgem, 1906
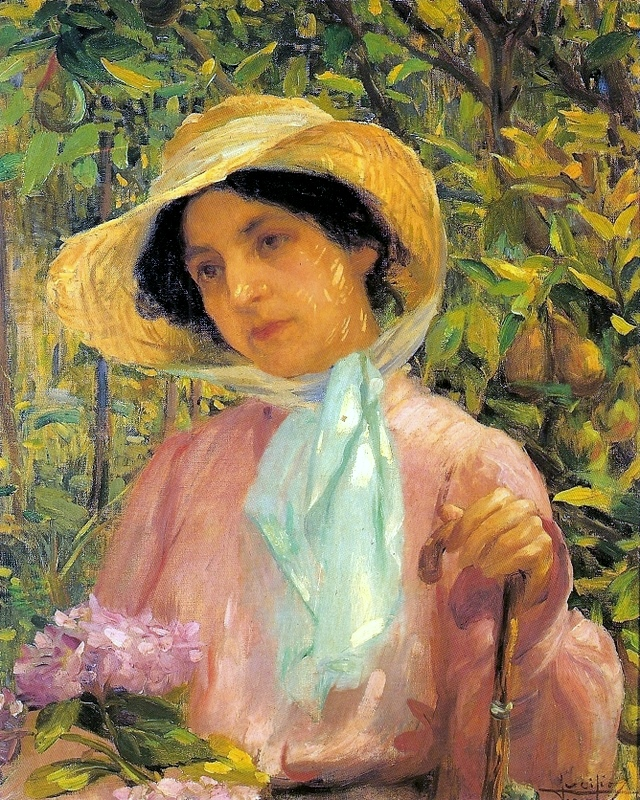
Lucílio de Albuquerque - Retrato de Georgina de Albuquerque, 1907
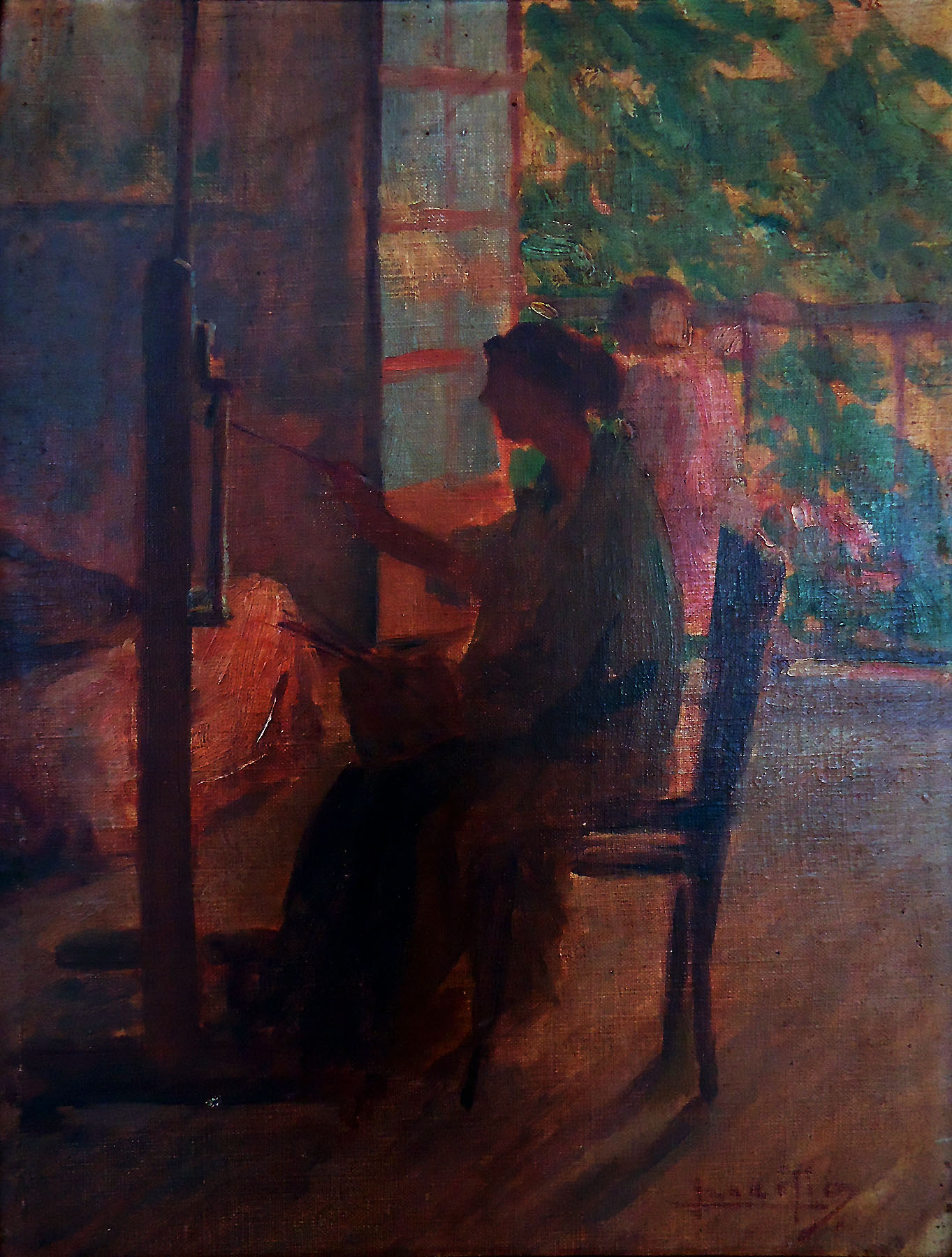
Lucílio de Albuquerque (1877-1939) Georgina de Albuquerque (Lucílio's wife) painting, oil on canvas on wood 30,9 x 21,7 cm, probably 1910-20, Photo Gedley Belchior Braga
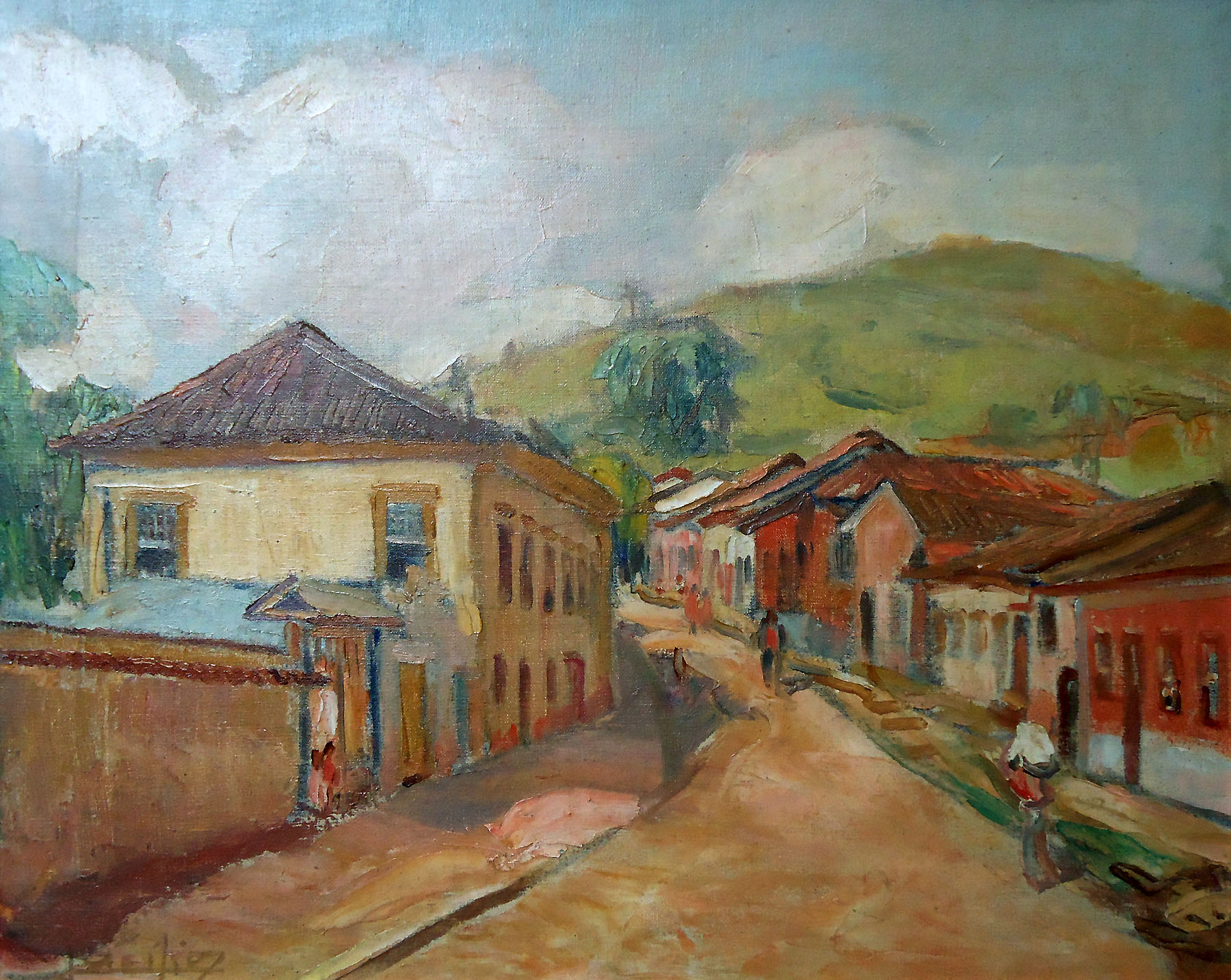
Lucílio de Albuquerque (1877-1939) Landscape with historic city in Minas Gerais State, oil on canvas 33 x 41,5 cm, probably 1920's, Photo Gedley Belchior Braga
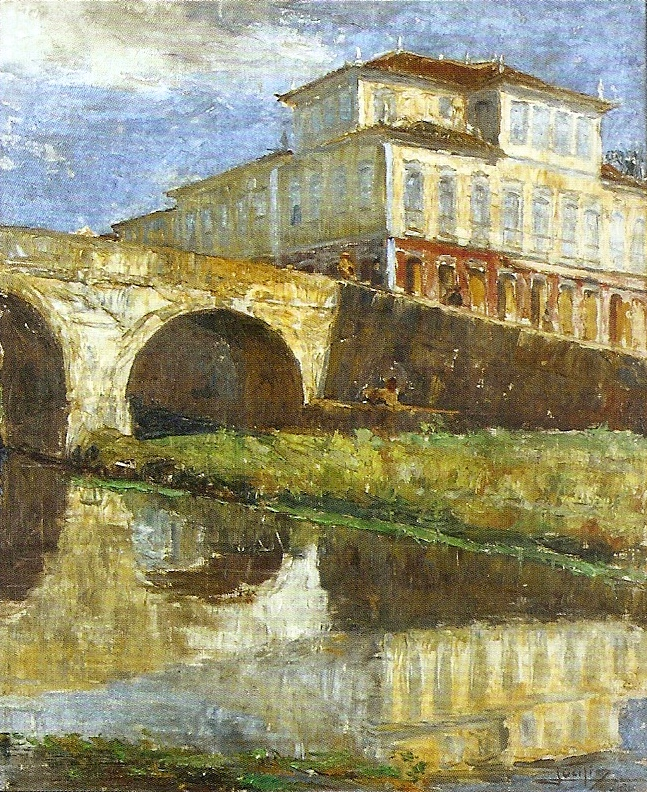
Lucílio de Albuquerque - Em São João Del Rey
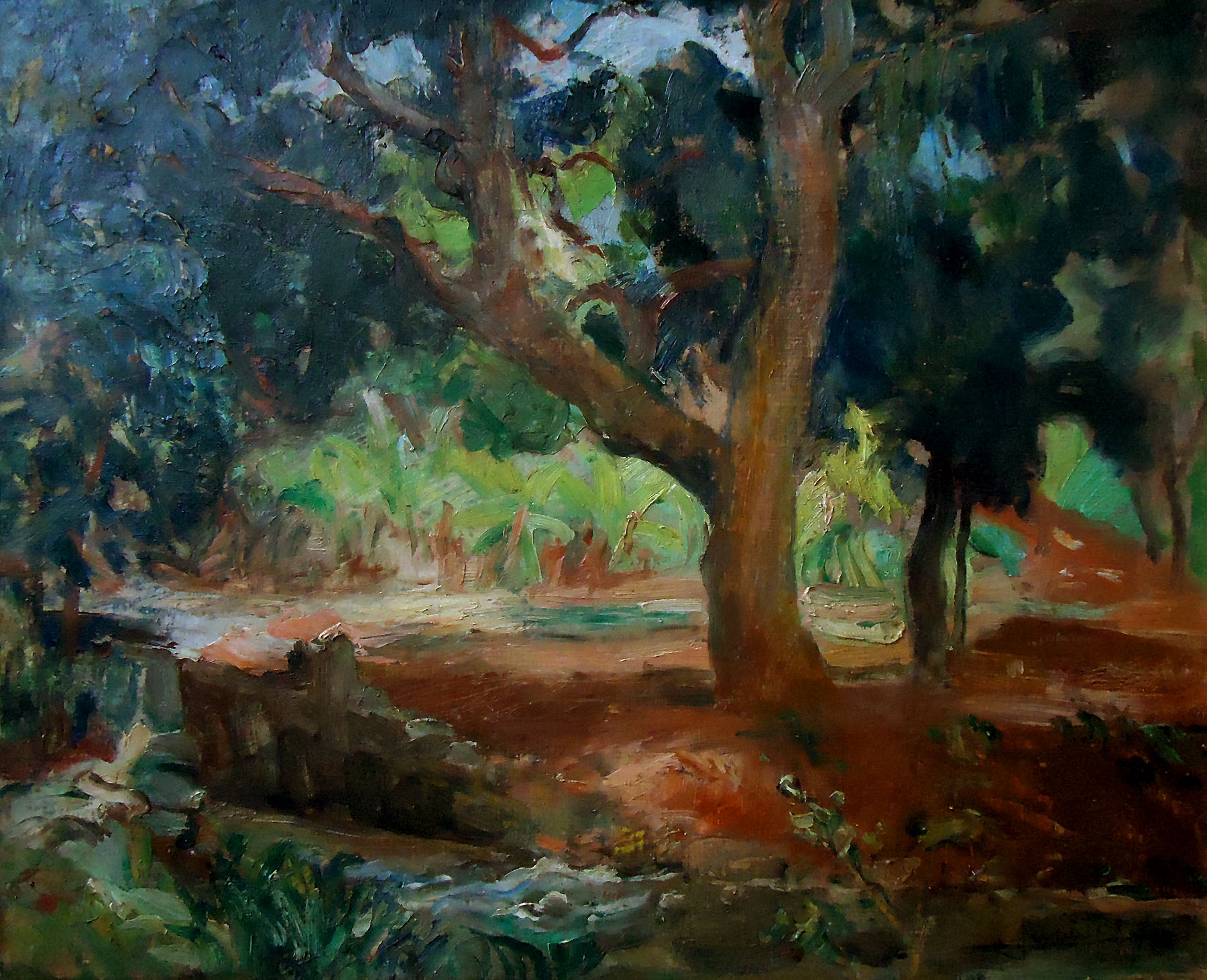
Lucílio de Albuquerque (1877-1939) Paisagem com fonte de água, óleo sobre tela, sem data, 28,5 x 35,4 cm, Photo Gedley Belchior Braga
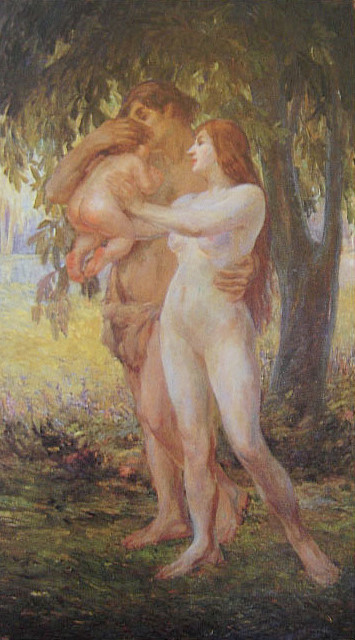
Lucílio de Albuquerque - Paraíso restituído, 1911
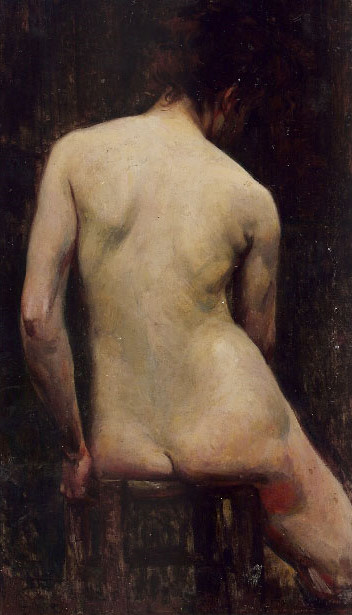
Lucílio de Albuquerque - Nu feminino de costas, c. 1906-07
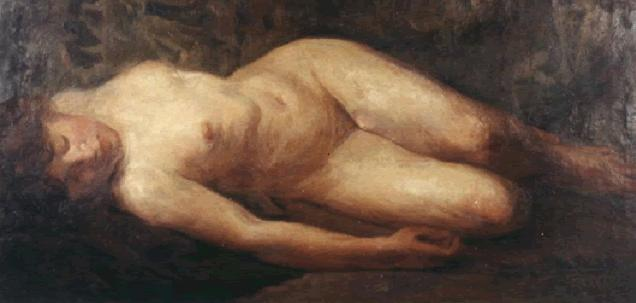
Lucílio de Albuquerque - Nu, 1907
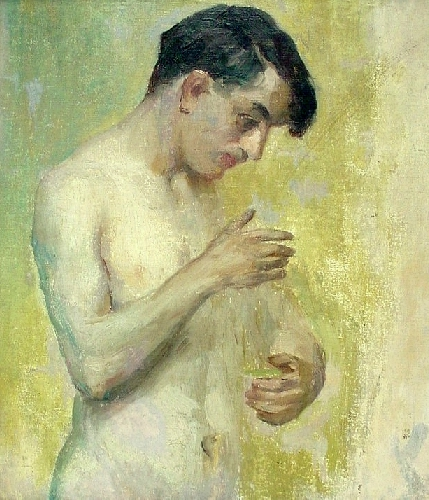
Lucílio de Albuquerque - Nu masculino
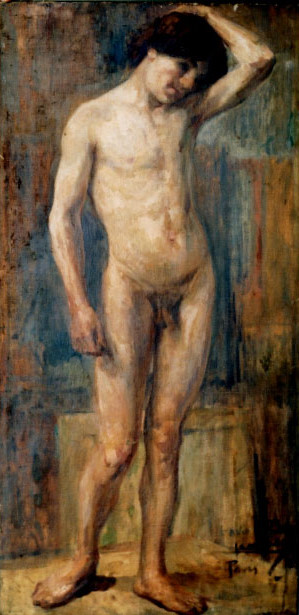
Lucílio de Albuquerque - Nu masculino, c. 1906-1907
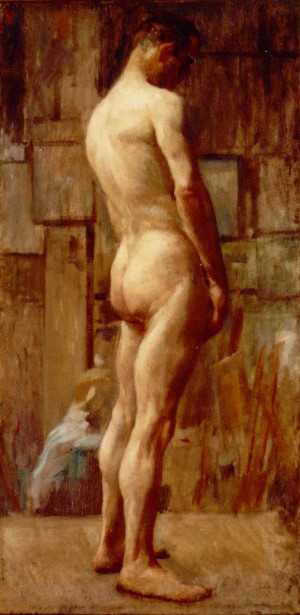
Lucílio de Albuquerque - Nu masculino de lado, c. 1906-07
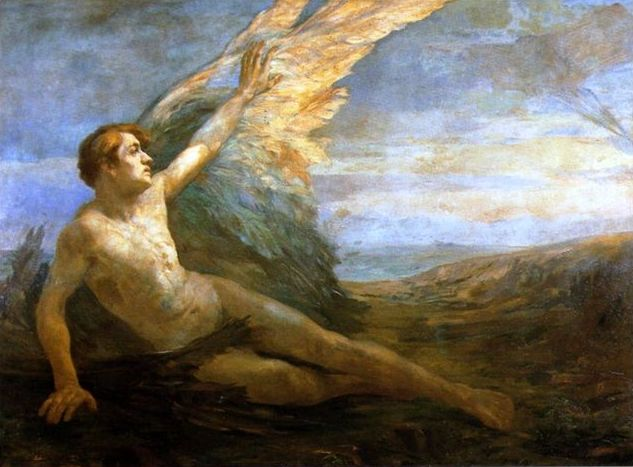
Lucílio de Albuquerque - Despertar de Ícaro
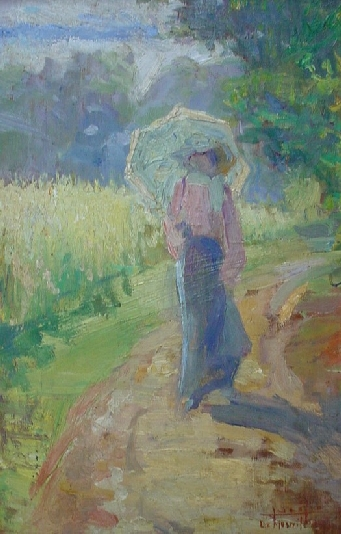
Lucílio de Albuquerque - Paisagem de Le Mesnil, 1906
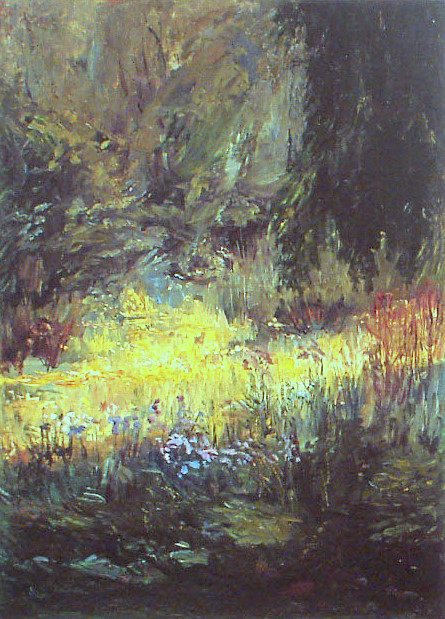
Lucílio de Albuquerque - Primavera na França
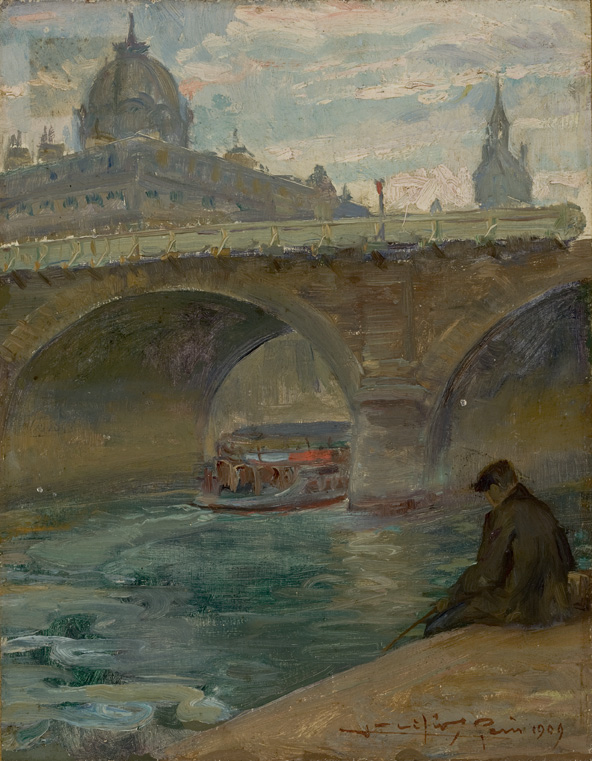
Lucílio de Albuquerque - O Sena
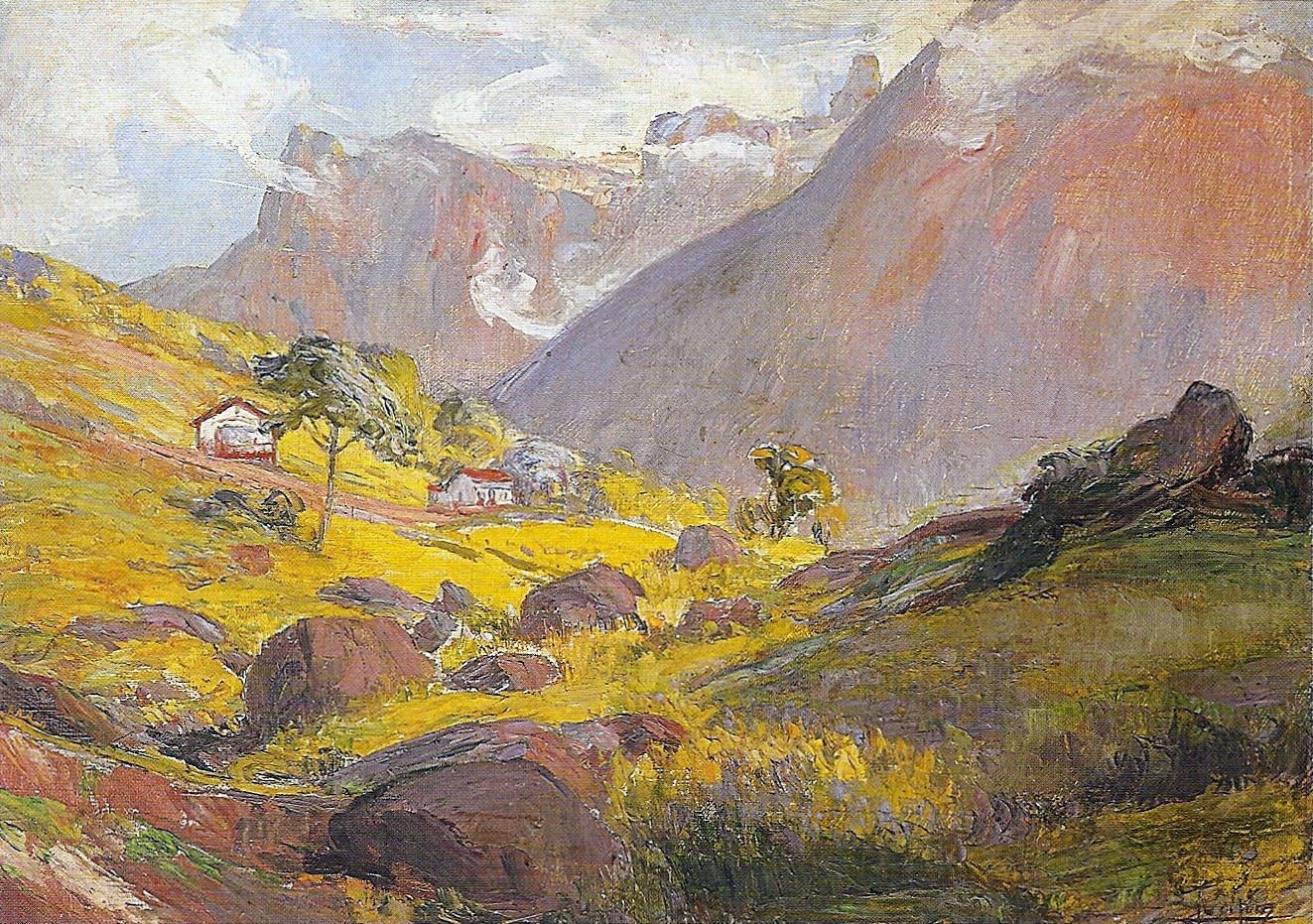
Lucílio de Albuquerque - Paisagem (MARGS)
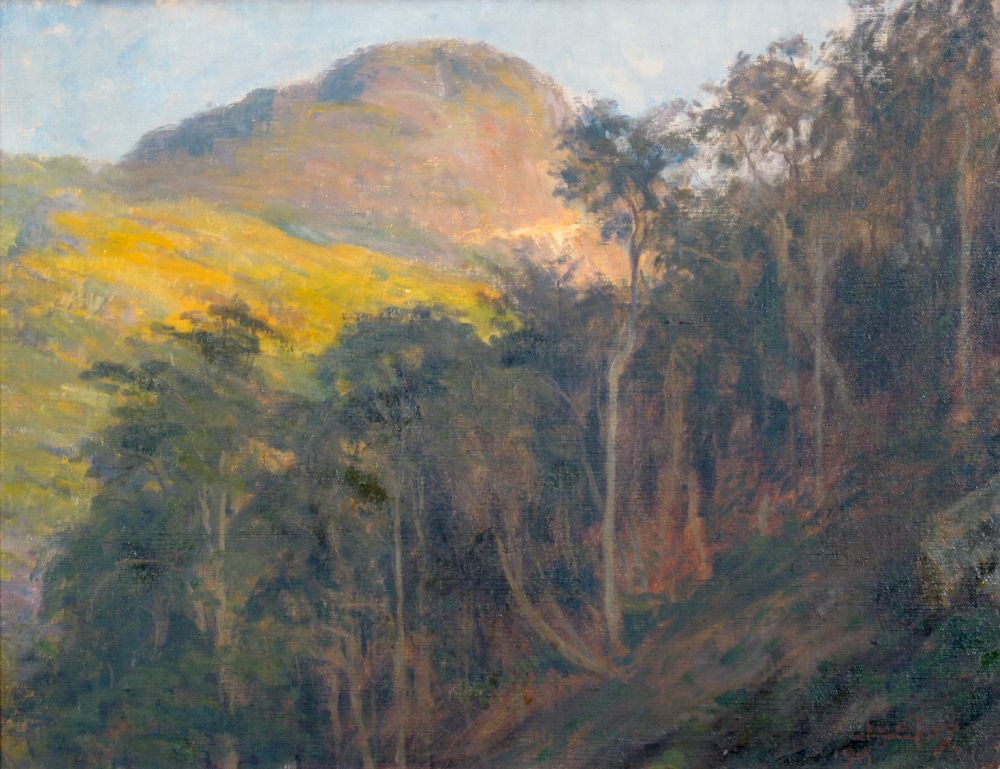
Lucílio de Albuquerque - Paisagem, 1913
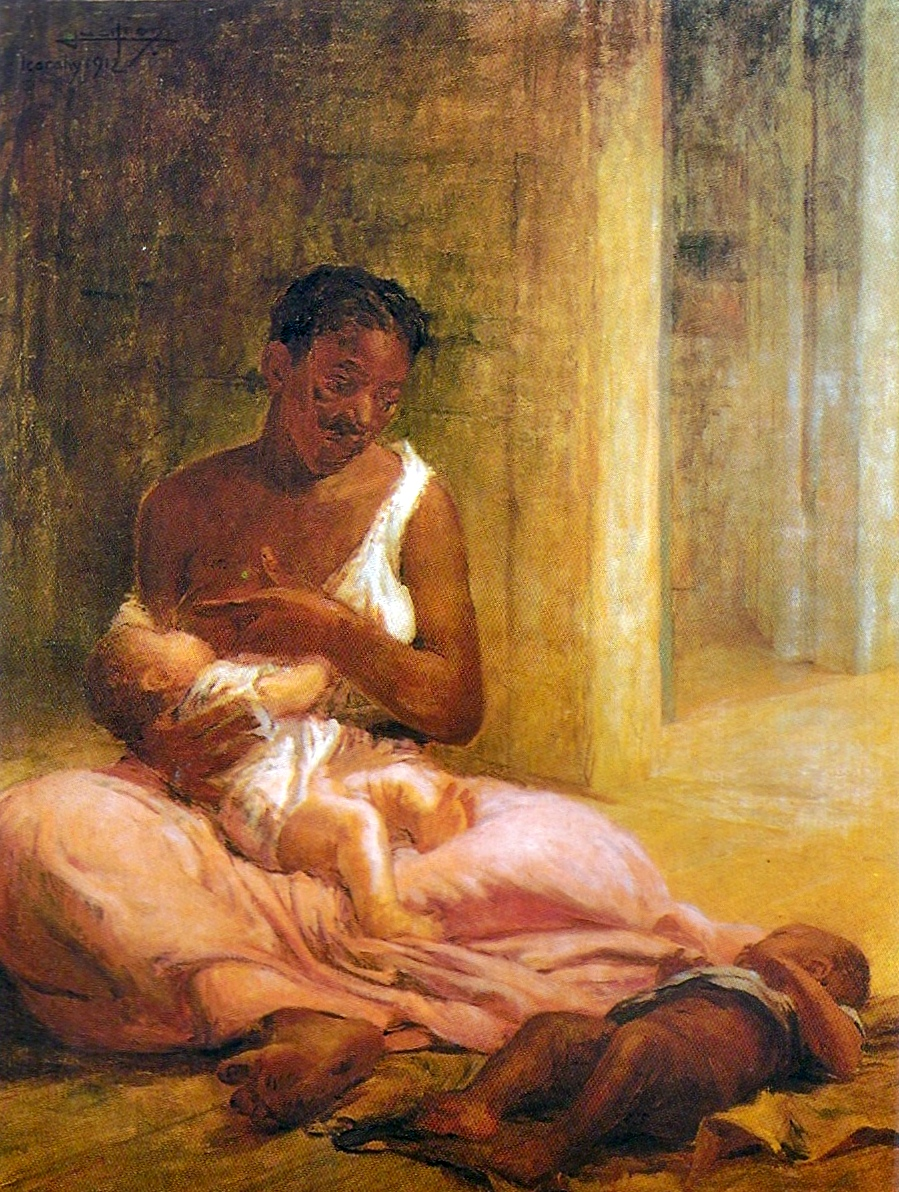
Lucílio de Albuquerque - Mãe Preta (2)
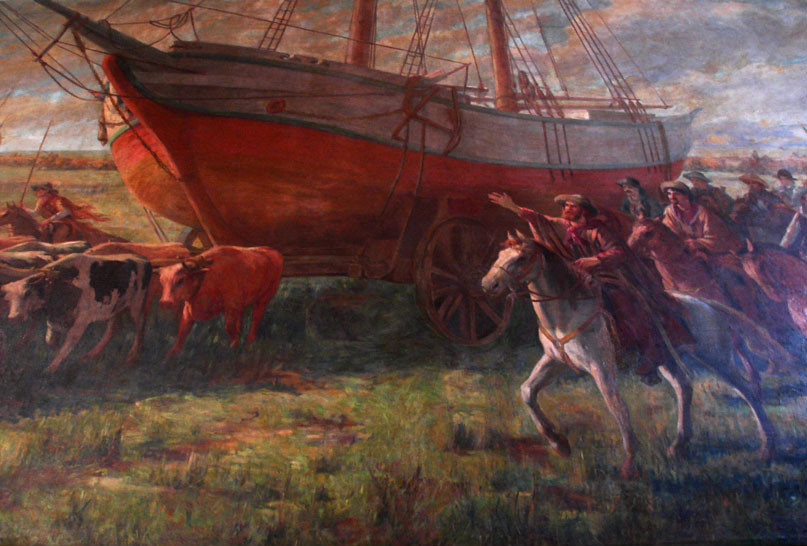
Lucílio de Albuquerque - Expedição à Laguna (detalhe), 1916
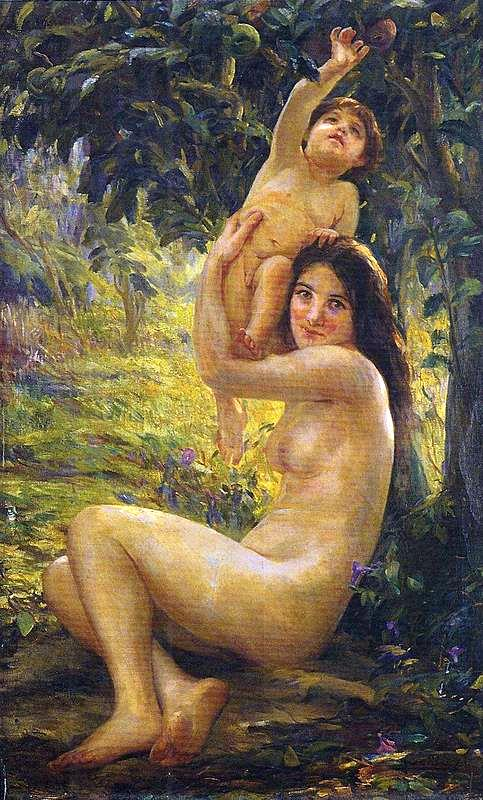
Lucílio de Albuquerque - Primeiros frutos
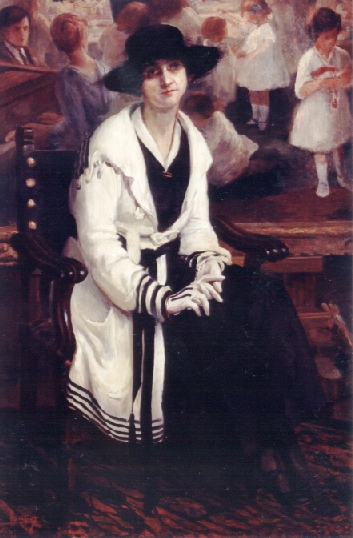
Lucílio de Albuquerque - Retrato de Georgina, 1920
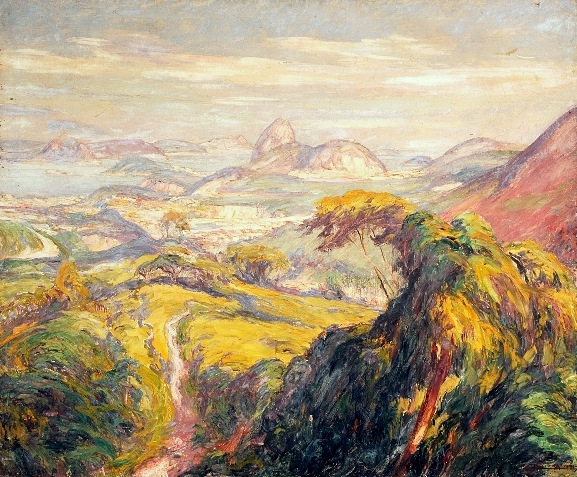
Lucílio de Albuquerque - Trecho do Rio de Janeiro
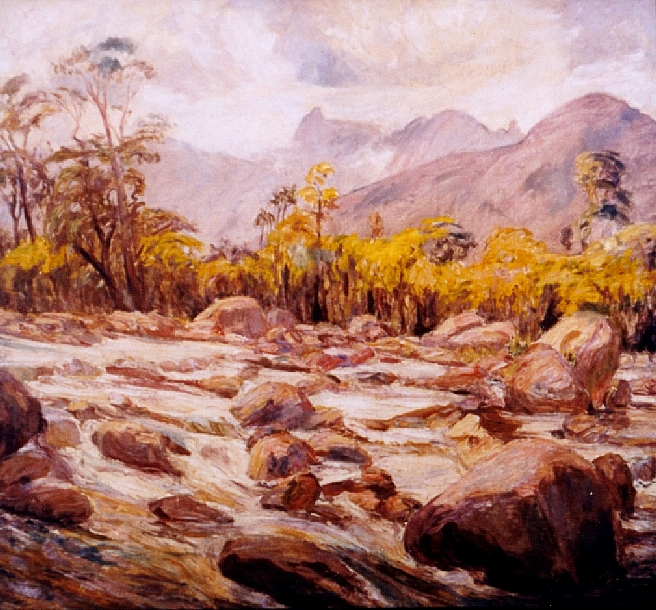
Lucílio de Albuquerque - Soberbo
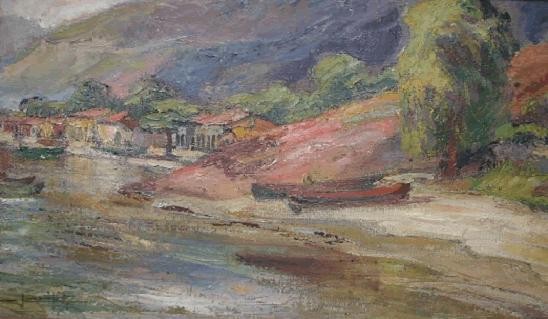
Lucílio de Albuquerque - Paisagem de Jurujuba
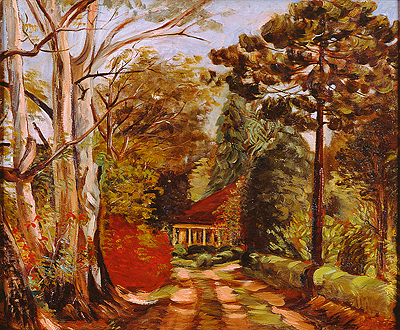
Lucílio de Albuquerque - Paisagem de Petrópolis, s.d.
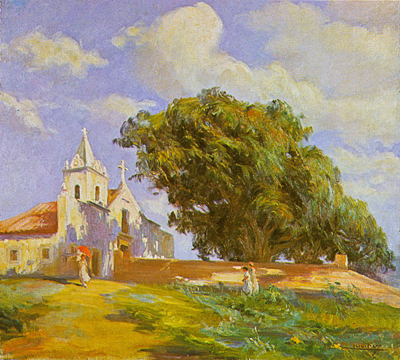
Lucílio de Albuquerque - Efeito de Sol
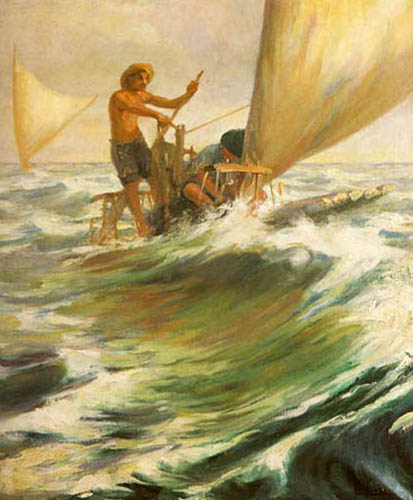
Lucílio de Albuquerque - Jangada, 1920
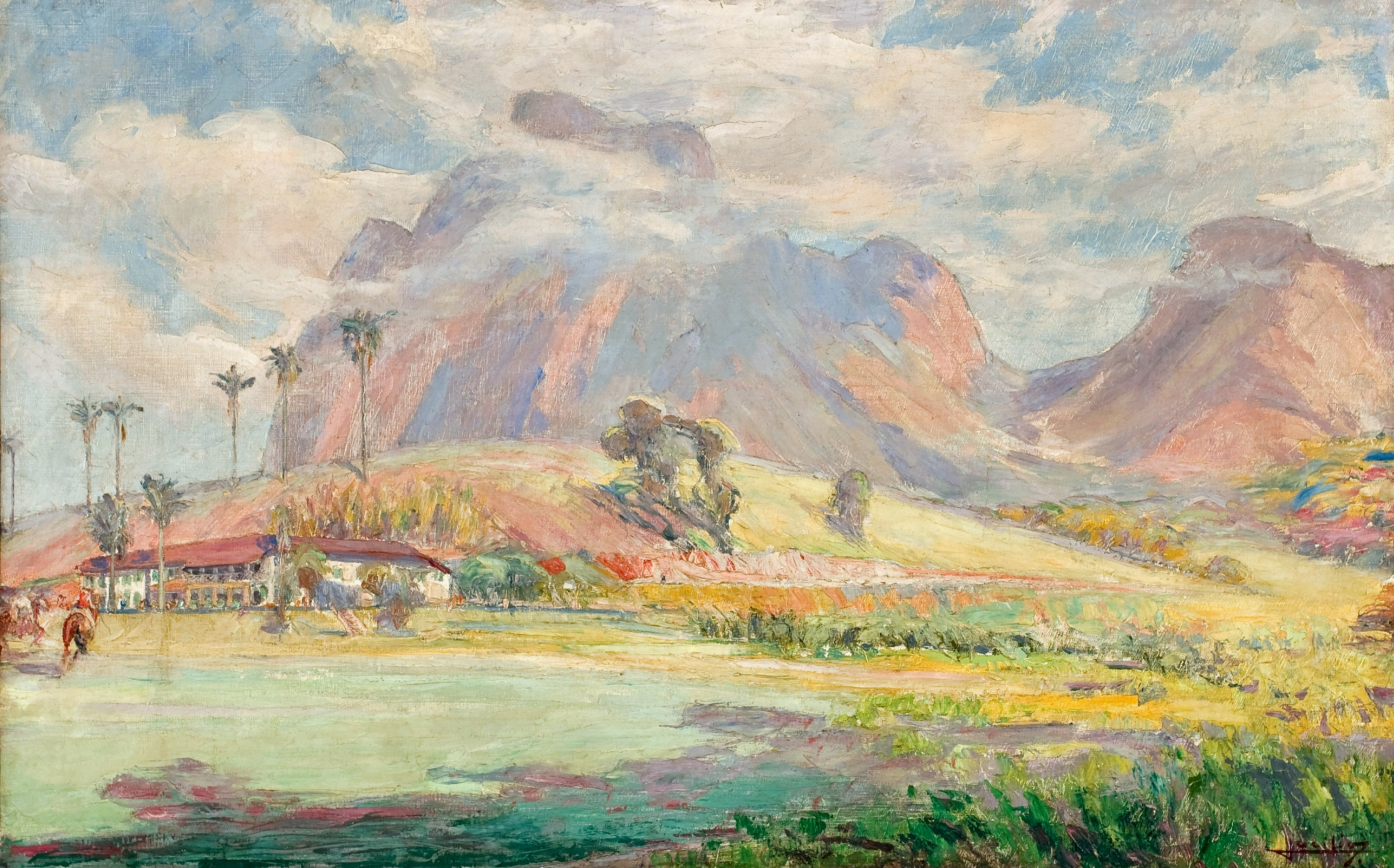
Lucílio de Albuquerque - Gávea Golf
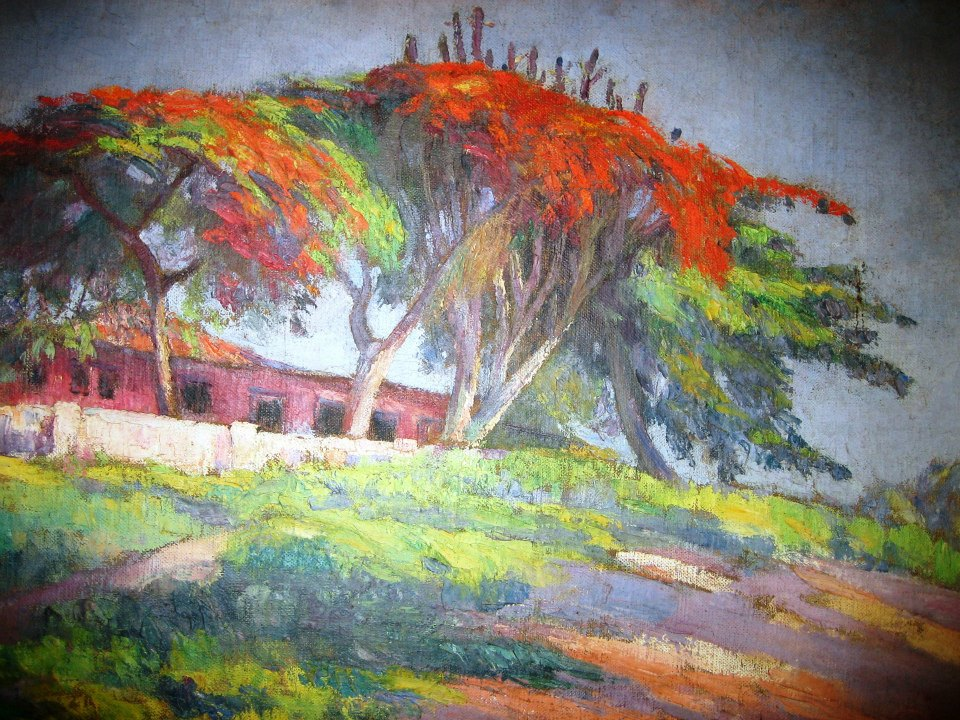
Lucílio de Albuquerque - Flamboyants